# Marmosa
Marmosa es un género de pequeños marsupiales didelfimorfos de la familia Didelphidae conocidos como marmosas o zarigüeyas ratones. Se trata de un clado en continua remodelación, moviéndose frecuentemente las distintas especies entre este y otros géneros próximos.

## Distribución y hábitat
Las distintas especies del género Marmosa se distribuyen por amplias zonas de Sudamérica y la práctica totalidad de Centroamérica, por ejemplo la marmosa común (Thylamys pusillus) se distribuye hasta el límite norte de la Patagonia argentina.
La especie más septentrional es Marmosa mexicana que se extiende desde el norte de México hasta el oeste de Panamá, distribuyéndose por numerosos ecosistemas desde el desierto central mexicano, a las junglas tropicales y costas de toda Centroamérica. 
También es habitante de zonas áridas la marmosa guajira (Marmosa xerophila), constituyendo ambas la excepción a la generalidad de las especies del género, que suelen habitar territorios arbolados y de humedad elevada.

## Faneróptica y anatomía
|                   | Masa (g) | Longitud (cm) | Longitud (cm) |
| Cuerpo            | Masa (g) | Cola          |               |
| ----------------- | -------- | ------------- | ------------- |
| Marmosa mexicana  | 30-90    | 12-19         | 14-21         |
| Marmosa robinsoni | 40-110   | 9-19          | 15-21         |

El color del pelo varía no solo entre las distintas especies, sino entre individuos, e incluso según la edad de los mismos. No obstante, es generalizada la decoloración del mismo desde la línea media dorsal hasta la ventral. Suele tener tonos grisáceos o pardos y rojizos en las regiones dorsales y blancos, grisáceos claros, cremosos o amarillentos en las ventrales.
La cabeza es pequeña, con el hocico acuminado. La boca grande y dotada de dientes afilados. Los ojos, negros y saltones, con un brillo rojizo al reflejo de la luz, pueden estar enmarcados en senda manchas negras en algunas especies como M. mexicana. Las orejas son redondas y desnudas. La cola está desnuda y es prensil.
Carecen de marsupio, las mamas se disponen en pares a lo largo de la línea media ventral en la región abdominal.

## Dieta
La alimentación de estos animales es mayoritariamente insectívora, siendo importantes predadores de animales nocivos para la agricultura como grandes saltamontes y langostas. No obstante, como contrapartida, suelen alimentarse también de frutos dulces y jugosos, dañando plantaciones de vides, bananos y mangos. Complementan su dieta con algunos vertebrados como pequeños roedores o lagartos y huevos de ave.

## Taxonomía
Se clasifica en:
Subgénero Eomarmosa (Voss et al., 2014):
- Marmosa rubra

Subgénero Exulomarmosa (Voss et al., 2014):
- Marmosa isthmica
- Marmosa mexicana
- Marmosa robinsoni
- Marmosa simonsi
- Marmosa xerophila
- Marmosa zeledoni

Subgénero Marmosa (Gray, 1821):
- Marmosa macrotarsus
- Marmosa murina
- Marmosa tyleriana
- Marmosa waterhousei

Subgénero Micoureus (Lesson, 1842):
- Marmosa adleri[2]
- Marmosa alstoni
- Marmosa constantiae
- Marmosa demerarae
- Marmosa paraguayana
- Marmosa phaea
- Marmosa regina

Subgénero Stegomarmosa (Pine, 1972):
- Marmosa andersoni
- Marmosa chachapoya[3]
- Marmosa lepida

## Reproducción
Los estudios realizados en hembras de marmosa de Robinson (Marmosa robinsoni), muestran que son hembras poliéstricas con ciclos de alrededor de 23 días.
Pueden tener más de dos partos anuales con periodos de gestación de dos semanas. El tamaño de las camadas oscila entre siete y nueve en libertad, descendiendo este número en los partos de hembras en cautividad. Otras especies, como M. mexicana suelen tener camadas de hasta trece individuos.
En M. mexicana, la lactancia dura hasta los seis meses de edad, permaneciendo las crías durante los dos primeros fuertemente aferradas al pezón, y el resto del tiempo, sobre el dorso de la madre o en la madriguera.
Las hembras de M. robinsoni son reproductivas antes del primer año de vida, aunque a partir del segundo, comienza a declinar la capacidad. 
La esperanza media de vida es de tres años, si bien en cautividad se consiguió mantener un macho de M.robinsoni hasta los cinco.

## Comportamiento
En diversos ejemplares de las distintas especies del género Marmosa, se han evidenciado comportamientos nómadas con periodos sedentarios en los que se establecen asentamientos territoriales violentamente defendidos por sus propietarios. 
En algunas ocasiones existe solapamiento de las áreas entre machos y hembras, pero en ningún caso entre dos o más individuos del mismo género.
Son parcialmente arborícolas, con tendencias más terrestres aquellas especies que habitan terrenos de menor densidad vegetal como llanuras áridas arbustivas o desiertos.
Construyen madrigueras en localizaciones variables dependiendo del hábitat en el que se desenvuelven, no descartando aprovechar nidos y otros refugios abandonados por otros animales.

## Estado de conservación
Aunque se teme por la supervivencia de alguna de las especies, por ejemplo M. xerophila, que figura como amenazada por la IUCN, las poblaciones del resto de ellas parecen ser más numerosas de los previsto a juzgar por la cantidad de restos óseos que pueden observarse en las deyecciones y regurgitados de las aves que actúan como predadoras de estos pequeños marsupiales.